# Wikipédia en kabiyè
Wikipédia en kabiyè (en kabiyè : Wikipediya kabɩyɛ) est l’édition de Wikipédia en kabiyè, langue gour parlée au Togo. L'édition est lancée le 23 juin 2017,,,. Son code est : kbp.
Au 21 mars 2025, l'édition en kabiyè contient 1 713 articles et compte 5 262 contributeurs, dont 13 contributeurs actifs et 1 administrateur.

## Statistiques
- Le 3 octobre 2024, l'édition en kabiyè contient 1 713 articles et compte 5 007 contributeurs, dont 9 contributeurs actifs et 2 administrateurs.